# Serge Buyse
Serge Buyse (Izegem, 12 juli 1973), ook bekend als Buzze of BZA, is een Belgische rapper.
Hij is vooral actief als vocalist. Hij begon met het rappen in het West-Vlaamse dialect bij de groep 't Hof van Commerce. Naast het rappen schreef en tekende hij ook een eigen actie- en avonturenstripboek, Adventures in Cult City. Ook de hoes van het tweede album, Herman werd door Buyse getekend. In 2011 bracht hij zijn eerste soloplaat Buyse uit.
In 2008 speelde hij de hoofdrol in de kortfilm Mompelaar, geregisseerd door Wim Reygaert & Marc James Roels.
Sinds 2014 is hij actief als tatoeëerder in zijn eigen studio 'Grafik Tattoo' in Gent. 
Serge is een veganist.

## Discografie

### Albums
- Buyse (2011)
- Buyse Zelve Volume 1 (2023)
- Buyse Zelve Volume 2 (2024)
- Buyse Zelve Volume 3 (2024)